# مارسلو باروو
مارسلو باروو (انگلیسی: Marcelo Barovero؛ زادهٔ ۱۸ فوریهٔ ۱۹۸۴) بازیکن فوتبال اهل آرژانتین است.
از باشگاه‌هایی که در آن بازی کرده‌است می‌توان به باشگاه فوتبال ریور پلاته، باشگاه فوتبال ولز سارسفیلد، باشگاه فوتبال پنیارول، و باشگاه فوتبال اتلتیکو هوراکان اشاره کرد.